# 関西電力病院

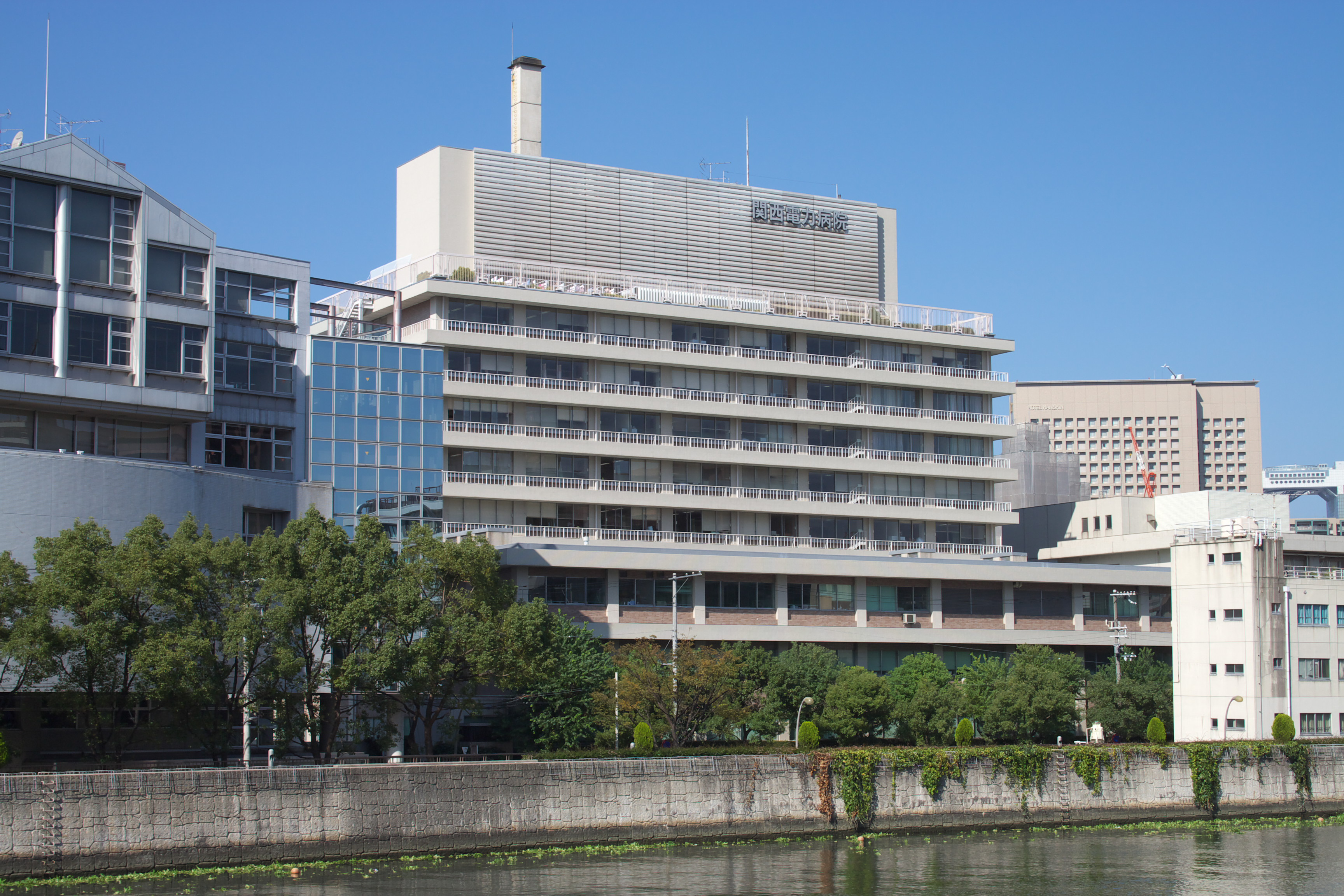
建て替え前の病院

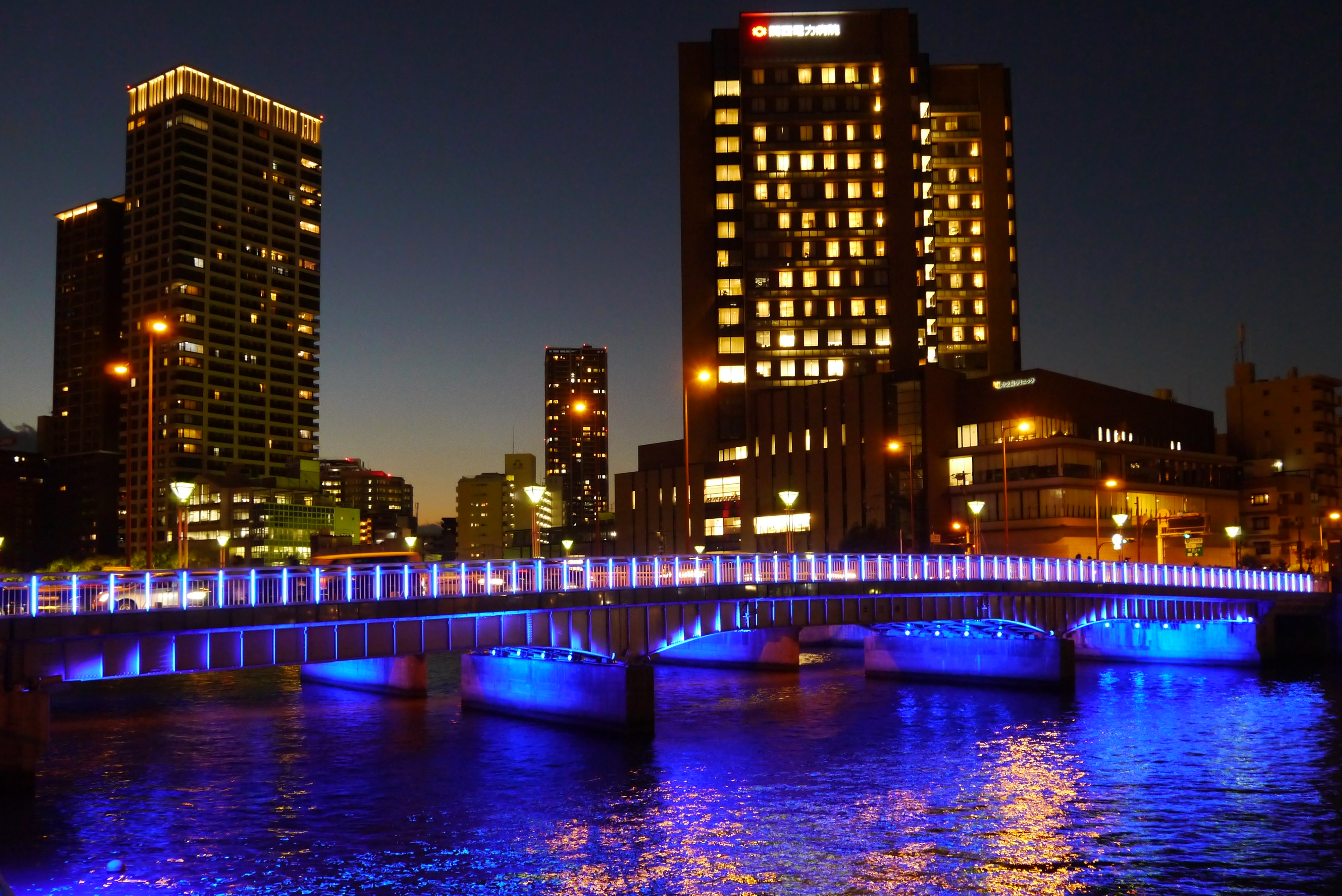
関西電力病院全景

関西電力株式会社関西電力病院（かんさいでんりょく・かんさいでんりょくびょういん）は、大阪市福島区福島にある病院である。関西電力株式会社が運営する企業立病院であるが、社外の患者も利用できる。

## 概要
- 病床数：400床
- 医師数：128名
- 看護師数：406名
- 全職員数：787名
- 建物規模
  - 延面積：39,286m2
  - 階数：地下2階、地上18階、塔1階
  - 建物高さ：81m
  - 鉄筋コンクリート造　一部鉄骨造、免震構造

## 沿革
- 1953年（昭和28年）12月: 関西電力健康保険組合直営の病院として、大阪市北区に創設。
- 1955年（昭和30年）4月: 関西電力株式会社に事業主を移管。
- 1967年（昭和42年）: 現在地に移転。
- 2013年（平成25年）5月: 敷地内の新病棟に移転[2]。

## 診療科
- 総合内科
- 循環器内科
- 消化器内科
- 糖尿病・代謝・内分泌センター
- 腎臓内科
- 血液内科
- 脳神経内科/睡眠関連疾患センター

- 呼吸器内科
- 腫瘍内科
- 呼吸器外科

- 消化器外科
- 乳腺外科
- 心臓血管外科
- 整形外科
- 脳神経外科
- 皮膚科
- 形成外科
- 泌尿器科
- 婦人科
- 眼科
- 耳鼻咽喉科
- 放射線科
- 麻酔科
- 病理診断科

## 医療機関の指定・認定
（下表の出典）
| 保険医療機関                             | 労災保険指定病院                               |
| 母体保護法指定医の配置されている医療機関 | 生活保護法指定病院                             |
| 臨床研修病院（管理型・協力型）           | 指定自立支援病院（更生医療）                   |
| 特定疾患治療研究事業委託医療機関         | 原子爆弾被害者一般疾病医療取扱病院             |
| DPC対象病院                              | 精神保健指定医の配置されている医療機関         |
| 指定自立支援医療機関（精神通院医療）     | 身体障害者福祉法指定医の配置されている医療機関 |
| 公害医療機関                             | 在宅療養後方支援病院                           |

- 救急告示病院（二次救急）[5]
- 大阪府がん診療拠点病院（府指定）[6]
- 公益財団法人日本医療機能評価機構認定病院[7]
- このほか、各種法令による指定・認定病院であるとともに、各学会の認定施設でもある。

## 交通アクセス
- 京阪中之島線「中之島駅」より徒歩3分[8]
- 阪神本線「福島駅」より徒歩5分[8]
- JR東西線「新福島駅」より徒歩5分[8]
- JR大阪環状線「福島駅」より徒歩7分[8]
- 大阪シティバス「中之島四丁目」停留所徒歩5分、「浄正橋」停留所徒歩5分[8]

## 高等看護学院
関西電力病院付属高等看護学院が併設されていたが、2006年3月31日を最後に閉校。 

## 周辺
- 朝日放送[8]
- 関西電力本社[8]